# Tadeusz Kunicki

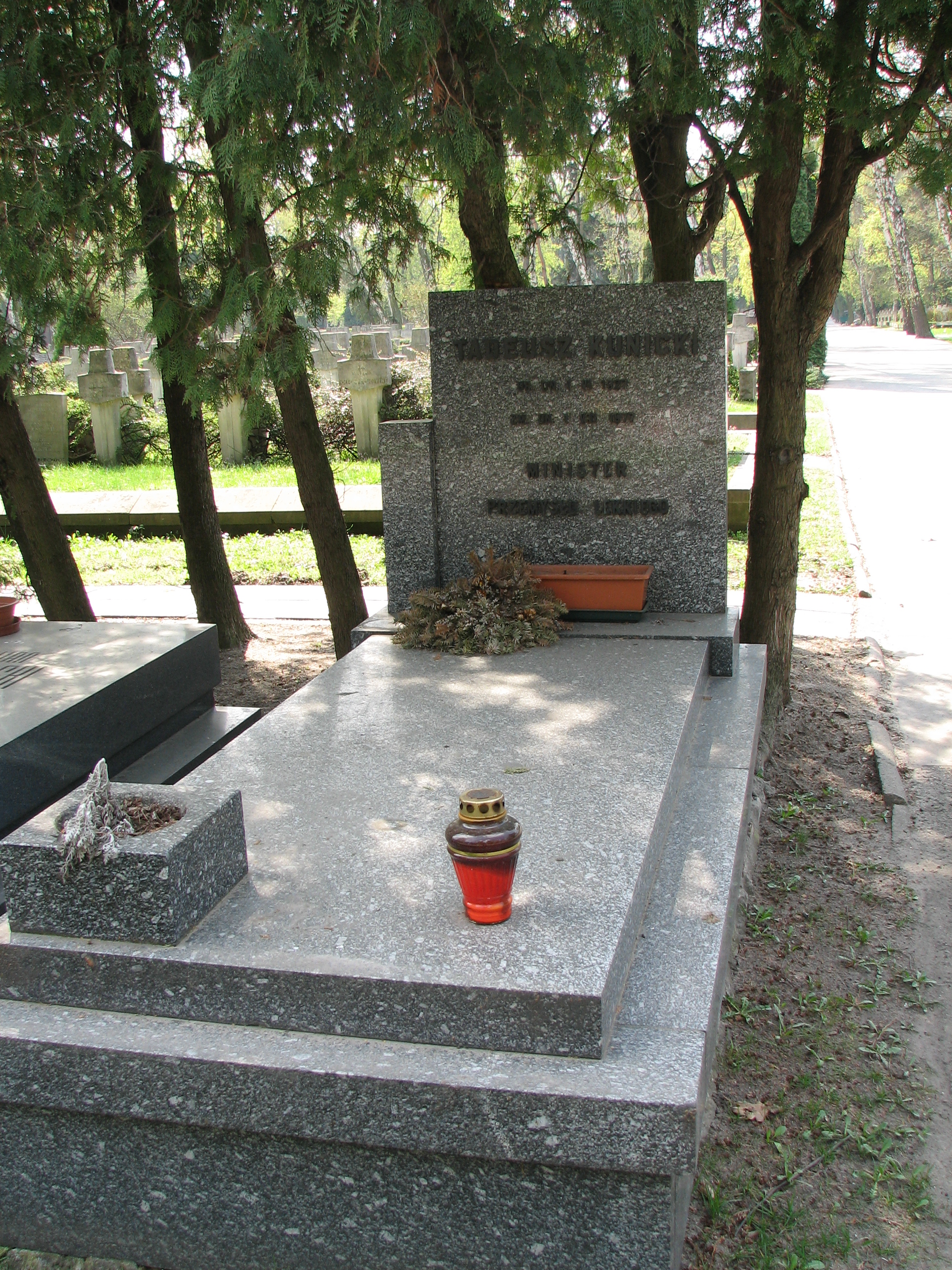
Grób Tadeusza Kunickiego

Tadeusz Kunicki (ur. 1 czerwca 1927 w Łękach Kościelnych, zm. 1 sierpnia 1977) – polski prawnik polityk, minister przemysłu lekkiego w latach 1968–1977.

## Życiorys
Syn Józefa i Stanisławy. Ukończył zaocznie studia na Uniwersytecie Łódzkim.
W latach 1948–1950 był kierownikiem magazynu w Łódzkich Zakładach Przemysłu Odzieżowego, następnie (do 1955) kierownikiem działu inwestycji w Zakładach Przemysłu Bawełnianego im. J. Marchlewskiego, w latach 1955–1961 dyrektorem Zakładów Przemysłu Bawełnianego im. Dywizji Kościuszkowskiej w Łodzi, od 1962 do 1964 dyrektorem Zakładów Przemysłu Bawełnianego im. Obrońców Pokoju w Łodzi, a następnie (do 1966) dyrektorem Zjednoczenia Przemysłu Bawełnianego w Łodzi. W październiku 1966 został podsekretarzem stanu w Ministerstwie Przemysłu Lekkiego, a 11 kwietnia 1968 awansował na stanowisko ministra tego resortu, które pełnił do końca życia (w czwartym rządzie Józefa Cyrankiewicza, rządzie Józefa Cyrankiewicza i Piotra Jaroszewicza, rządzie Piotra Jaroszewicza i kolejnym pod jego przewodnictwem).
W 1947 przystąpił do Związku Walki Młodych, a w 1952 wraz z nim do Związku Młodzieży Polskiej. Należał do niego przez rok, po czym (w lipcu 1953) wstąpił do Polskiej Zjednoczonej Partii Robotniczej. Od grudnia 1975 do śmierci był zastępcą członka Komitetu Centralnego PZPR.
Tadeusz Kunicki zginął w wypadku samochodowym w województwie pilskim. Pochowany 4 sierpnia 1977 z honorami na cmentarzu Powązki Wojskowe w Warszawie (kwatera B4-tuje-23). W pogrzebie wzięli udział przedstawiciele najwyższych władz partyjnych i państwowych: premier Piotr Jaroszewicz, Edward Babiuch, Stefan Olszowski, Stanisław Kowalczyk, Zdzisław Kurowski, Tadeusz Pyka. Premier Piotr Jaroszewicz wygłosił przemówienie pożegnalne oraz dokonał aktu pośmiertnej dekoracji Tadeusza Kunickiego Krzyżem Komandorskim z Gwiazdą Orderu Odrodzenia Polski.

## Odznaczenia
- Order Sztandaru Pracy II klasy (1969)[3]
- Krzyż Komandorski z Gwiazdą Orderu Odrodzenia Polski (pośmiertnie)
- Krzyż Komandorski Orderu Odrodzenia Polski
- Złoty Medal „Za zasługi dla obronności kraju” (1973)[4]
- Honorowa Odznaka Miasta Łodzi (1970)[5]
- Odznaka "Zasłużony dla województwa rzeszowskiego" (1972)[6]
- Złoty Order Zasługi dla Ojczyzny (NRD, 1975)[7]